# Waluran Mandiri
Waluran Mandiri is een bestuurslaag in het regentschap Sukabumi van de provincie West-Java, Indonesië. Waluran Mandiri telt 4600 inwoners (volkstelling 2010).